# Máfia dos concursos
No Brasil, a máfia dos concursos é uma expressão que remete a uma série de fraudes em concursos públicos que foram engendradas por quadrilhas especializadas. A Polícia Federal  (PF) atuou em ao menos duas ocasiões no combate de tais crimes: durante a  Operação Tormenta, quando foram detectadas fraudes em pelo menos cinco seleções nacionais: Agência Nacional de Aviação Civil (Anac), Agência Brasileira de Inteligência (Abin), Receita Federal, Ordem dos Advogados do Brasil (OAB); e durante a Operação Panoptes, que focou no concurso da Secretaria de Educação do Distrito Federal.